# أرخشان
أرخشان (بالفارسية: ارخشان) هي قرية تقع في قسم آواجيق الجنوبي الريفي (مقاطعة تشالدران) في إيران. يقدر عدد سكانها بـ 76 نسمة بحسب إحصاء 2016.